# Deportivo Wanka
Club Deportivo Wanka – peruwiański klub piłkarski z siedzibą w mieście Huancayo leżącym w regionie Junín.

## Osiągnięcia

### Krajowe
- Torneo Intermedio

| zwycięstwo (0):     | –    |
| drugie miejsce (1): | 1993 |

## Historia
Klub powstał 26 października 1969 roku w dzielnicy Miraflores miasta Chimbote, leżącego w regionie Áncash. Początkowo klub otrzymał nazwę Club Ovación Miraflores.
Później klub zmienił nazwę na Club Deportivo Sipesa – związane to było z pozyskaniem nowego sponsora, którym była rybacka unia handlowa o nazwie Sipesa.
W 1992 roku Deportivo Sipesa awansował do pierwszej ligi, a już w następnym roku wystąpił w Copa CONMEBOL 1993. W 1/8 finału trafił na ekwadorski klub Emelec Guayaquil, z którym przegrał na wyjeździe 0:1, ale wygrał u siebie 3:2. Zgodnie z regulaminem nie rozgrywano dogrywki i od razu przystąpiono do rzutów karnych, które 4:2 wygrała drużyna Deportivo Sipesa. W ćwierćfinale klub trafił na brazylijską drużynę Clube Atlético Mineiro. Peruwiański zespół stawił faworytom twardy opór przegrywając dwumecz jedną bramką.
W 1996 roku unia handlowa przestała finansować klub, który w związku z tym zmienił nazwę na Deportivo Pequero. W roku 2000 klub przeniósł się do Huancayo, dzięki czemu do miasta zawitała pierwsza liga. Klub zmienił nazwę na Club Deportivo Wanka – inspiracją dla tej nazwy był lud Wankas, który zamieszkiwał obszar, na którym powstało miasto Huancayo.
W 2004 roku klub przeniósł swą bazę do Cerro de Pasco, najwyżej położonego miasta na świecie (4380 m n.p.m.). Spotkało się to z krytyką opeonentów, którzy uważali, że piłkarze Deportivo Wanka, przyzwyczajeni do dużej wysokości, będą mieli dodatkową przewagę na zespołami gości. Na koniec sezonu okazało się, że gra na dużych wysokościach nie uchroniła klubu przed spadkiem z pierwszej ligi.